# 莫亭県
莫亭県（ばくてい-けん）は中華人民共和国河北省にかつて存在した県。現在の河北省任丘市北部に相当する。
前身は戦国時代に設置された鄚邑にさかのぼる。前漢が成立すると鄚県が設置され、唐代には鄚州の州治とされた。725年（開元13年）、莫県と改称、更に金代になると1214年（貞祐2年）に莫亭県と改称された。
明朝が成立すると洪武初年に廃止とされ、管轄区域は任丘県に編入された。